# ألعاب القوى في الألعاب الأولمبية الصيفية 2020 – سباق 100 متر حواجز للسيدات
أقيمت منافسات 100 متر حواجز للسيدات في الألعاب الأولمبية الصيفية 2020 بين 31 يوليو و2 أغسطس 2021 في ملعب اليابان الوطني. شاركت 40 رياضية من 28 دولة.
في نصف النهائي، حطمت جاسمين كاماتشو كوين من بورتوريكو الرقم القياسي الأولمبي، مسجلةً 12.26 ثانية، لتصبح في المركز الرابع على قائمة أفضل الأزمنة العالمية على الإطلاق. وفي اليوم التالي، فازت بالميدالية الذهبية في النهائي بزمن 12.37 ثانية. بينما حلت الأمريكية حاملة الرقم القياسي العالمي كيني هاريسون في المركز الثاني، لتحصد الميدالية الفضية، فيما ذهبت البرونزية إلى جامايكا's ميجان تابير.

## الملخص
جاسمين كاماتشو كوين دخلت الألعاب الأولمبية بأفضل 3 أزمنة لهذا العام، مما جعلها الشخص الذي يجب التغلب عليه. بعد عدم تمكنها من الوصول إلى أولمبياد 2016، قامت كيندرا هاريسون بتسجيل الرقم القياسي العالمي كتعويض. بعد خمس سنوات، كانت هذه أولمبياد لها. في الجولة نصف النهائية، أكدت كاماشو-كوين مكانتها كالمفضلة من خلال تسجيل الرقم القياسي الأولمبي بزمن 12.26، والذي يعادل أيضًا الوقت رقم 4 في التاريخ وسجلت رقمها الوطني. وقد أخذ زمن 12.67 فقط للتأهل إلى النهائي.
منذ البداية، كان النهائي سباقًا بين شخصين، هندرسون انطلقت بسرعة لكن كاماتشو-كوين كانت تقاربها في أول حواجز. من هناك، كاماتشو-كوين كانت تتحرك أسرع، متجاوزة الحاجز الرابع وتبتعد كلما تقدمت في الحواجز. في المسار رقم 8، كان ميغان تابر الأقرب يحاول الاقتراب من هاريسون. كانت كاماتشو-كوين الفائزة الواضحة. لم تستطع تابر اللحاق بهاريسون لتنال الفضية، لكن الحكام قضوا عدة دقائق في تأكيد الصورة النهائية قبل نشر المركزين اللاحقين. كان وقت الفوز 12.37 حيث أن كل رياضية عدا تابر والمركز الرابع أولواتوبيلوبا أموسان قد ركضن بشكل أسرع في نصف النهائي في الليلة السابقة.

## الخلفية
كانت هذه هي المرة 13 لظهور الحدث، حيث ظهر في كل دورة أولمبية منذ 1972.

## التأهل
لجنة أولمبية وطنية (NOC) يمكن أن تدخل حتى 3 رياضيات مؤهلات في سباق 100 متر حواجز للسيدات إذا حققت جميع الرياضيات المعيار التأهيلي أو تأهلت بالتصنيف خلال فترة التأهيل. (كان الحد 3 موجودًا منذ مؤتمر الألعاب الأولمبية لعام 1930.) المعيار التأهيلي هو 12.84 ثانية. تم "تعيين هذا المعيار لغرض وحيد هو تأهيل الرياضيات ذات الأداء الاستثنائي اللاتي لا يستطعن التأهل من خلال مسار تصنيفات الاتحاد الدولي لألعاب القوى." ستُستخدم التصنيفات العالمية، المستندة إلى متوسط أفضل خمسة نتائج للاعبة خلال فترة التأهيل والموزونة بأهمية اللقاء، لتأهيل الرياضيات حتى يتم الوصول إلى السقف المحدد وهو 40.
كانت فترة التأهيل الأولمبي في الأصل من 1 مايو 2019 إلى 29 يونيو 2020. ولكن بسبب جائحة فيروس كورونا، تم تعليقها من 6 أبريل 2020 إلى 30 نوفمبر 2020، مع تمديد تاريخ الانتهاء إلى 29 يونيو 2021. كما تم تعديل تاريخ بدء فترة التصنيف العالمي من 1 مايو 2019 إلى 30 يونيو 2020؛ حيث ظل الرياضيون الذين استوفوا معيار التأهل خلال تلك الفترة مؤهلين، ولكن لم يُسمح باحتساب النتائج ضمن التصنيف العالمي خلال تلك الفترة.
يمكن تحقيق معايير التأهيل الزمنية في مختلف اللقاءات المعتمدة من قبل الاتحاد الدولي لألعاب القوى خلال الفترة المحددة، ولكن تقتصر المشاركة على البطولات الخارجية فقط. كما يمكن احتساب أحدث بطولات المناطق ضمن التصنيف، حتى لو لم تكن ضمن فترة التأهيل.
يمكن أيضاً للجان الأولمبية الوطنية استخدام مكانها العالمي—يمكن لكل لجنة أولمبية وطنية إدخال رياضية واحدة بغض النظر عن الوقت إذا لم يكن لديهم رياضيات يحققن المعيار المؤهل لمسابقة العاب القوى في سباق 100 متر حواجز.

## الأرقام القياسية
قبل هذه المسابقة، كانت الأرقام القياسية العالمية والإقليمية الحالية كما يلي.
| الرقم القياسي العالمي  | كيندرا هاريسون (USA)      | 12.20 s | لندن، المملكة المتحدة     | 22 يوليو 2016 |
| الرقم القياسي الأولمبي | سالي بيرسون (أستراليا)    | 12.35 s | لندن، المملكة المتحدة     | 7 أغسطس 2012  |
| أفضل رقم في الموسم     | جاسمين كاماتشو كوين (PUR) | 12.32 s | غينزفيل، الولايات المتحدة | 17 أبريل 2021 |

| تامنطقة                                       | الوقت بالثواني | الرياح | العداءة          | البلد            |
| --------------------------------------------- | -------------- | ------ | ---------------- | ---------------- |
| أفريقيا (رقم قياسي)                           | 12.44          | +0.4   | جلوري ألوشي      | نيجيريا          |
| آسيا (رقم قياسي)                              | 12.44          | –0.8   | أولجا شيشيجينا   | كازاخستان        |
| أوروبا (رقم قياسي)                            | 12.21          | +0.7   | يوردانكا دونكوفا | بلغاريا          |
| أمريكا الشمالية والوسطى والكاريبي (رقم قياسي) | 12.20 WR       | +0.3   | كيندرا هاريسون   | الولايات المتحدة |
| أوقيانوسيا (رقم قياسي)                        | 12.28          | +1.1   | سالي بيرسون      | أستراليا         |
| أمريكا الجنوبية (رقم قياسي)                   | 12.71          | +0.1   | مورين ماغي       | البرازيل         |

تم تسجيل الأرقام القياسية التالية خلال المنافسات:
| التاريخ | الحدث         | العداءة             | الدولة    | الزمن | الرقم |
| ------- | ------------- | ------------------- | --------- | ----- | ----- |
| 1 أغسطس | نصف النهائي 3 | جاسمين كاماتشو كوين | بورتوريكو | 12.26 | ر.أ   |

الأرقام الوطنية التالية تم تحقيقها خلال المسابقة:
| الدولة     | العداءة             | الجولة      | الوقت | ملاحظات |
| ---------- | ------------------- | ----------- | ----- | ------- |
| إيطاليا    | لومينوزا بويولو     | نصف النهائي | 12.75 |         |
| بورتو ريكو | جاسمين كاماتشو كوين | نصف النهائي | 12.26 | OR      |
| ليبيريا    | إبوني موريسون       | نصف النهائي | 12.74 |         |

## الجدول الزمني
جميع الأوقات حسب توقيت اليابان (UTC+9)
الـ 100 متر حواجز للسيدات أقيمت على مدى ثلاثة أيام متتالية.
| التاريخ                    | الوقت | الجولة      |
| -------------------------- | ----- | ----------- |
| يوم السبت، 31 يوليو 2021   | 9:00  | الجولة 1    |
| يوم الأحد، 1 أغسطس 2021    | 19:00 | نصف النهائي |
| يوم الثلاثاء، 2 أغسطس 2021 | 9:00  | النهائي     |

## النتائج

### الجولة 1
قواعد التأهل: أول 4 في كل سباق (Q) و4 أسرع أوقات تالية (q) يتأهلون إلى نصف النهائي.
قراءات الرياح - السباق 1: +1.0 م/ث; السباق 2: +0.4 م/ث; السباق 3: +0.4 م/ث; السباق 4: -1.1 م/ث; السباق 5: +0.3 م/ث

#### السباق 1
| الترتيب | الحارة | العداءة        | الدولة           | الزمن | ملاحظات |
| ------- | ------ | -------------- | ---------------- | ----- | ------- |
| 1       | 6      | أندريا فارغاس  | كوستاريكا        | 12.71 | Q، SB   |
| 2       | 9      | نادين فيسر     | هولندا           | 12.72 | Q، SB   |
| 3       | 8      | غابي كانينغهام | الولايات المتحدة | 12.83 | Q       |
| 4       | 5      | سيندي سيمبر    | بريطانيا العظمى  | 13.00 | Q       |
| 5       | 3      | جيامين تشين    | الصين            | 13.09 |         |
| 6       | 4      | ريتا هورسكي    | فنلندا           | 13.10 |         |
| 7       | 2      | أياكو كيمورا   | اليابان          | 13.25 |         |
| 8       | 7      | ريكارد لوبه    | ألمانيا          | 13.43 |         |

#### السباق 2
| الترتيب | الحارة | العداءة         | الدولة           | الزمن | ملاحظات |
| ------- | ------ | --------------- | ---------------- | ----- | ------- |
| 1       | 6      | كيندرا هاريسون  | الولايات المتحدة | 12.74 | Q       |
| 2       | 3      | ليز كلاي        | أستراليا         | 12.87 | Q       |
| 3       | 2      | لومينوزا بويولو | إيطاليا          | 12.93 | Q       |
| 4       | 4      | إلفيرا هيرمان   | بيلاروس          | 12.95 | Q       |
| 5       | 7      | موليرن جين      | هايتي            | 12.99 | q، SB   |
| 6       | 9      | إيبوني موريسون  | ليبيريا          | 13.00 | q       |
| 7       | 8      | سارة لافين      | جزيرة أيرلندا    | 13.16 |         |
| 8       | 5      | لورا فاليت      | فرنسا            | 14.52 |         |

#### السباق 3
| الترتيب | الحارة | العداءة           | الدولة       | الزمن | ملاحظات |
| ------- | ------ | ----------------- | ------------ | ----- | ------- |
| 1       | 4      | توبي أموسان       | نيجيريا      | 12.72 | Q       |
| 2       | 8      | يانيك تومسون      | جامايكا      | 12.74 | Q       |
| 3       | 6      | بيا سكرزيسوفسكا   | بولندا       | 12.75 | Q، PB   |
| 4       | 9      | ديفين تشارلتون    | جزر البهاما  | 12.84 | Q       |
| 5       | 7      | أنيماري كورت      | فنلندا       | 13.06 |         |
| 6       | 3      | مارث كوآلا        | بوركينا فاسو | 13.11 |         |
| 7       | 2      | ماسومي أوكي       | اليابان      | 13.59 |         |
| —       | 5      | إليساڤيت بيسيريدو | اليونان      | —     | DNF     |

#### السباق 4
| الترتيب | الحارة | العداءة               | الدولة           | الزمن | ملاحظات |
| ------- | ------ | --------------------- | ---------------- | ----- | ------- |
| 1       | 9      | بريتاني أندرسون       | جامايكا          | 12.67 | Q       |
| 2       | 3      | كريستينا مانينغ       | الولايات المتحدة | 12.91 | Q       |
| 3       | 4      | لوكا كوزاك            | المجر            | 12.97 | Q       |
| 4       | 7      | بدرية سيمور           | جزر البهاما      | 13.04 | Q       |
| 5       | 5      | إليسا ماريا دي لازارو | إيطاليا          | 13.08 |         |
| 6       | 2      | تيريزا إراندونيا      | إسبانيا          | 13.15 |         |
| 7       | 8      | كتيلي باتيستا         | البرازيل         | 13.40 |         |
| —       | 6      | سيرينا سامبا-ماييلا   | فرنسا            | —     | DNS     |

#### السباق 5
| الترتيب | الحارة | العداءة             | الدولة          | الزمن | ملاحظات |
| ------- | ------ | ------------------- | --------------- | ----- | ------- |
| 1       | 2      | جاسمين كاماتشو كوين | بورتوريكو       | 12.41 | Q       |
| 2       | 5      | ميغان تابير         | جامايكا         | 12.53 | Q، PB   |
| 3       | 8      | آن زاجري            | بلجيكا          | 12.83 | Q، SB   |
| 4       | 6      | تيفاني بورتر        | بريطانيا العظمى | 12.85 | Q       |
| 5       | 4      | أسوكا تيرادا        | اليابان         | 12.95 | q       |
| 6       | 3      | كلوديا سيشيارز      | بولندا          | 12.98 | q       |
| 7       | 9      | زوي سيدني           | هولندا          | 13.03 |         |
| 8       | 7      | ديتاجي كامبوندجي    | سويسرا          | 13.17 |         |
| 9       | 1      | آنا كاميلا بيريللي  | باراغواي        | 13.98 | SB      |

### نصف النهائي
قواعد التأهل: أول 2 في كل سباق (Q) و2 من الأسرع التاليين (q) يتأهلون إلى النهائي.
قراءات الرياح- السباق 1: -0.8 م/ث; السباق 2: +0.0 م/ث; السباق 3: -0.2 م/ث

#### نصف النهائي 1
| الترتيب | الحارة | العداءة         | الدولة           | الزمن | ملاحظات |
| ------- | ------ | --------------- | ---------------- | ----- | ------- |
| 1       | 5      | توبي أموسون     | نيجيريا          | 12.62 | Q       |
| 2       | 8      | ديفيني تشارلتون | جزر البهاما      | 12.66 | Q       |
| 3       | 4      | أندريا فارغاس   | كوستاريكا        | 12.69 | SB      |
| 4       | 7      | كريستينا مانينغ | الولايات المتحدة | 12.76 |         |
| 5       | 2      | كلوديا سيارش    | بولندا           | 12.84 | SB      |
| 6       | 3      | أسوكا تيرادا    | اليابان          | 13.06 |         |
|         | 9      | لوكا كوزاك      | المجر            |       | DNF     |
|         | 6      | يانيك طومسون    | جامايكا          |       | DNF     |

#### نصف النهائي 2
| الترتيب | الحارة | العداءة         | الدولة           | الزمن | ملاحظات |
| ------- | ------ | --------------- | ---------------- | ----- | ------- |
| 1       | 4      | بريتانى أندرسون | جامايكا          | 12.40 | Q، PB   |
| 2       | 7      | كيندرا هاريسون  | الولايات المتحدة | 12.51 | Q       |
| 3       | 6      | ليز كلاي        | أستراليا         | 12.71 | PB      |
| 4       | 8      | لومينوزا بويولو | إيطاليا          | 12.75 | NR      |
| 5       | 9      | تيفاني بورتر    | بريطانيا العظمى  | 12.86 |         |
| 6       | 5      | بيا سكرزيسوفسكا | بولندا           | 12.89 |         |
| 7       | 2      | مولرن جين       | هايتي            | 13.09 | (0.088) |
| 8       | 3      | بيدرية سيمور    | جزر البهاما      | 13.09 | (0.090) |

#### نصف النهائي 3
| الترتيب | الحارة | العداءة             | الدولة           | الزمن | ملاحظات   |
| ------- | ------ | ------------------- | ---------------- | ----- | --------- |
| 1       | 7      | جاسمين كاماتشو كوين | بورتوريكو        | 12.26 | Q، OR، NR |
| 2       | 4      | ميغان تابير         | جامايكا          | 12.62 | Q         |
| 3       | 6      | نادين فيسر          | هولندا           | 12.63 | q، SB     |
| 4       | 8      | غابي كونينغهام      | الولايات المتحدة | 12.67 | q         |
| 5       | 9      | إلفيرا هيرمان       | بيلاروس          | 12.71 |           |
| 6       | 2      | إيبوني موريسون      | ليبيريا          | 12.74 | NR        |
| 7       | 3      | سيندي سيمبر         | بريطانيا العظمى  | 12.76 |           |
| 8       | 5      | آن زاغري            | بلجيكا           | 12.78 | SB        |

### النهائي
رياح: -0.3 م/ث
| الترتيب | الحارة | العداءة             | الدولة           | زمن رد الفعل | الزمن | ملاحظات |
| ------- | ------ | ------------------- | ---------------- | ------------ | ----- | ------- |
| الأول   | 5      | جاسمين كاماتشو كوين | بورتوريكو        | 0.149        | 12.37 |         |
| الثاني  | 4      | كيندرا هاريسون      | الولايات المتحدة | 0.158        | 12.52 |         |
| الثالث  | 9      | ميغان تابير         | جامايكا          | 0.166        | 12.55 |         |
| 4       | 6      | توبي أموصان         | نيجيريا          | 0.161        | 12.60 |         |
| 5       | 3      | نادين فيسر          | هولندا           | 0.152        | 12.73 |         |
| 6       | 8      | ديفين تشارلتون      | جزر البهاما      | 0.144        | 12.74 |         |
| 7       | 2      | غابي كانينغهام      | الولايات المتحدة | 0.172        | 13.01 |         |
| 8       | 7      | بريتاني أندرسون     | جامايكا          | 0.164        | 13.24 |         |